# Taira no Shigemori
Taira no Shigemori (Japans:平 重盛,  ,1138 – 1179) was de oudste zoon van de leider van de Taira-clan, Taira no Kiyomori. Hij nam deel aan de Hōgen en Heiji opstanden. Hij stierf door ziekte in 1179.

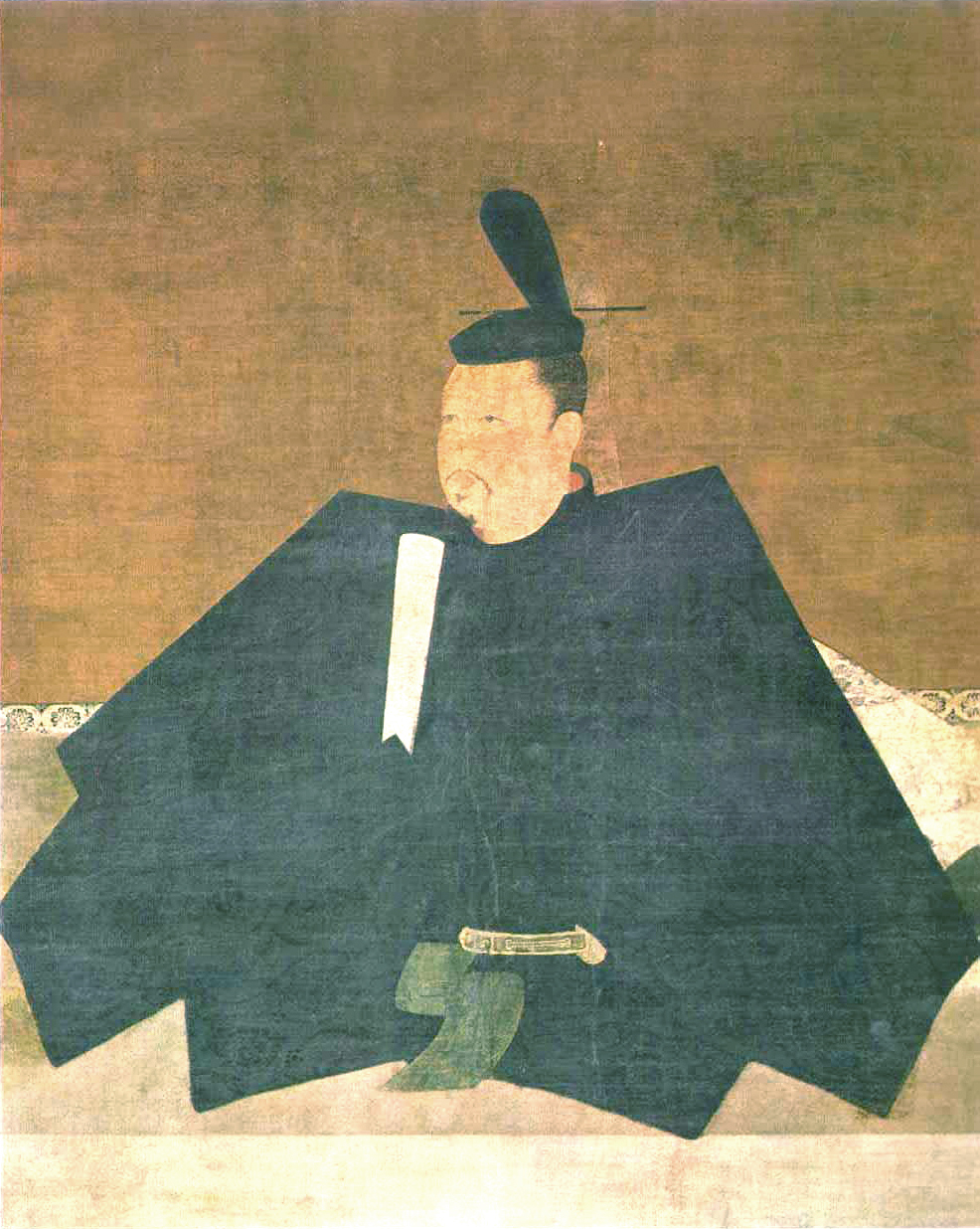
Portret van Taira no Shigemori, toegeschreven aan Fujiwara No Takanobu. Kleur op zijde.

Rond de tijd van Oda Nobunaga, claimde de Oda clan een aftakking te zijn van de Taira-clan, via Taira no Chikazane, een kleinzoon van Taira no Shigemori.